# José Adelino Dantas
Dom José Adelino Dantas (Florânia, 17 de março de 1910 - Carnaúba dos Dantas, 24 de março de 1983) foi um bispo católico brasileiro. Historiador, pesquisador, jornalista, professor, ensaísta, poeta e orador sacro e era considerado um dos mais ilustres latinistas do Rio Grande do Norte.[carece de fontes?]

## Biografia

### Nascimento
Na antiga povoação de "Luiza", também conhecida pelo nome de “Saco de Luíza”, no município de Flores (hoje Florânia), atual cidade de São Vicente, no Seridó, nasceu José Adelino Dantas, no dia 17 de março de 1910, ás 11 horas da manhã. Filho de Antônio Adelino Dantas e Jovelina de Oliveira Dantas, descendentes ambos dos Azevedos-Dantas, que se fixaram nos sertões da Paraíba e Rio Grande do Norte, a partir do século XVIII. Este casal gerou 16 filhos, dos quais se criaram 12. Foi batizado na Capela de São Vicente a 21/04/1910, pelo padre Antônio Brilhante de Alencar, sendo os seus padrinhos Antônio Ernesto da Costa e Procília Sobrinha Pereira.[carece de fontes?]

### Infância e adolescência
No ano de 1915, seu pai faleceu em consequência de uma queda de cavalo, então em 1918 sua mãe comprou um sítio que tinha o nome de "Cabaço", no município de São Paulo do Potengi, para onde se transferiu, com toda a sua numerosa família no decorrer do mesmo ano. Aprendeu as primeiras letras em São Paulo do Potengi, com seu irmão mais velho, Jacó Adelino e as professora Paulina e Alzira Queiroz. Quando residia em São Paulo do Potengi, José Adelino (com o seu irmão Pedro Adelino e o cunhado Ademar de Azevedo Maia), participou da “Filarmônica 22 de Setembro”, tocando pistom, com apenas 11 anos, em 1921. Concluiu naquela cidade o curso primário, destacando-se como um dos melhores alunos. Mesmo sendo o mais moço dos seus irmãos também participava dos trabalhos agrícolas do sítio, inclusive, trazendo alguns produtos, que eram vendidos por ele, na feira dominical da povoação.

## Vocação e sacerdócio

### Chamado vocacional
No mês de Fevereiro de 1925, São Paulo do Potengi estava em festa. O padre Severino Ramalho congregava seus paroquianos para receberem Dom José Pereira Alves, bispo de  Natal, que iria fazer uma visita pastoral. No meio de tantas pessoas, lá se encontrava Dona Jovelina Dantas, acompanhada de seus 12 filhos, para receber a benção do prelado, e Dona Jovelina apresentava um por um de seus filhos, até que chegou a vez de José Adelino a quem o bispo perguntou se ela não mandaria ele para o Seminário, a qual respondeu que não tinha condições financeiras de envia-lo, ele com todo o seu afago paternal disse que se ele, José Adelino, o quisesse arcaria com as despesas necessárias. E no dia seguinte, dando adeus á querida terra, à sua mãe e aos seus irmãos partiu assim o pequeno José com destino ao Seminário de São Pedro em Natal.

### Seminário de São Pedro
Matriculou-se no Seminário de São Pedro, em Natal, a 5 de fevereiro de 1925, trazido para o Seminário pelo Senhor Bispo Dom José Pereira Alves, terceiro Bispo de Natal. No ano seguinte, 1926, tendo-se fechado o Seminário de Natal todos os alunos foram cursar o Seminário da Paraíba e no meio dos alunos, estava o seminarista José Adelino. Reaberto o Seminário de Natal em 1927, todos voltaram da Paraíba. Findo os estudos em Natal, o Senhor Bispo Dom Marcolino Dantas, conferiu a Tonsura Clerical a José Adelino Dantas, na Catedral a 19 de julho de 1931. As ordens menores do Ostiário e Leitor, a 11 de junho de 1933, na Capela do Seminário; as outras duas ordens menores – de Exorcista e Acólito, na Capela Episcopal, a 18 de fevereiro de 1934. Ainda no ano de 1934, foram-lhe conferidas as ordens: do Subdiaconato, a 28 de outubro e a ordem do Diaconato, a 1.º de novembro, ambas na Capela do Seminário de São Pedro.

### Ordenação sacerdotal
O Presbiterato, ou Ordenação Sacerdotal, teve lugar a 18 de novembro, ainda no ano de 1934, na Capela Santuário do Tirol, de Nossa Senhora das Graças – Santa Teresinha (atual Matriz do Tirol). Foi companheiro de ordenação, em todas as Ordens – o Cônego Jorge O’Grady de Paiva, residente no Rio. O Padre José Adelino Dantas, celebrou a sua primeira Missa com solenidade, a 21 de novembro, na Capela de São José, de Carnaúba dos Dantas, então Vila do Acari, atual cidade – município. A segunda Missa Solene foi na Capela de São Vicente, sua terra natal; e a terceira missa solene, foi na Capela de São Paulo do Potengi, atual paróquia. Na data de sua ordenação sacerdotal, o Padre José Adelino, residia com sua família, em São Paulo do Potengi.

### Nomeações sacerdotais
A sua primeira nomeação, foi ainda em 1934, a 28 de novembro para vigário, em Santo Antônio do Salto da Onça, tomando posse do cargo a 8 de dezembro, dia da festa da padroeira local. A 19 de março de 1935, foi transferido para Natal, sendo investido no cargo de Reitor do Seminário de São Pedro, como sucessor de Monsenhor Walfredo Gurgel. Sua posse na Reitoria do Seminário a 25 do mesmo, 1935, março. A 20 de janeiro de 1941, foi agraciado com o título de “Cônego”, honorário do Cabido da Catedral de Belém do Pará, título conferido pelo Arcebispo Dom Antonio de Almeida Lustosa, a pedido de Dom Marcolino.[carece de fontes?]

## Episcopado

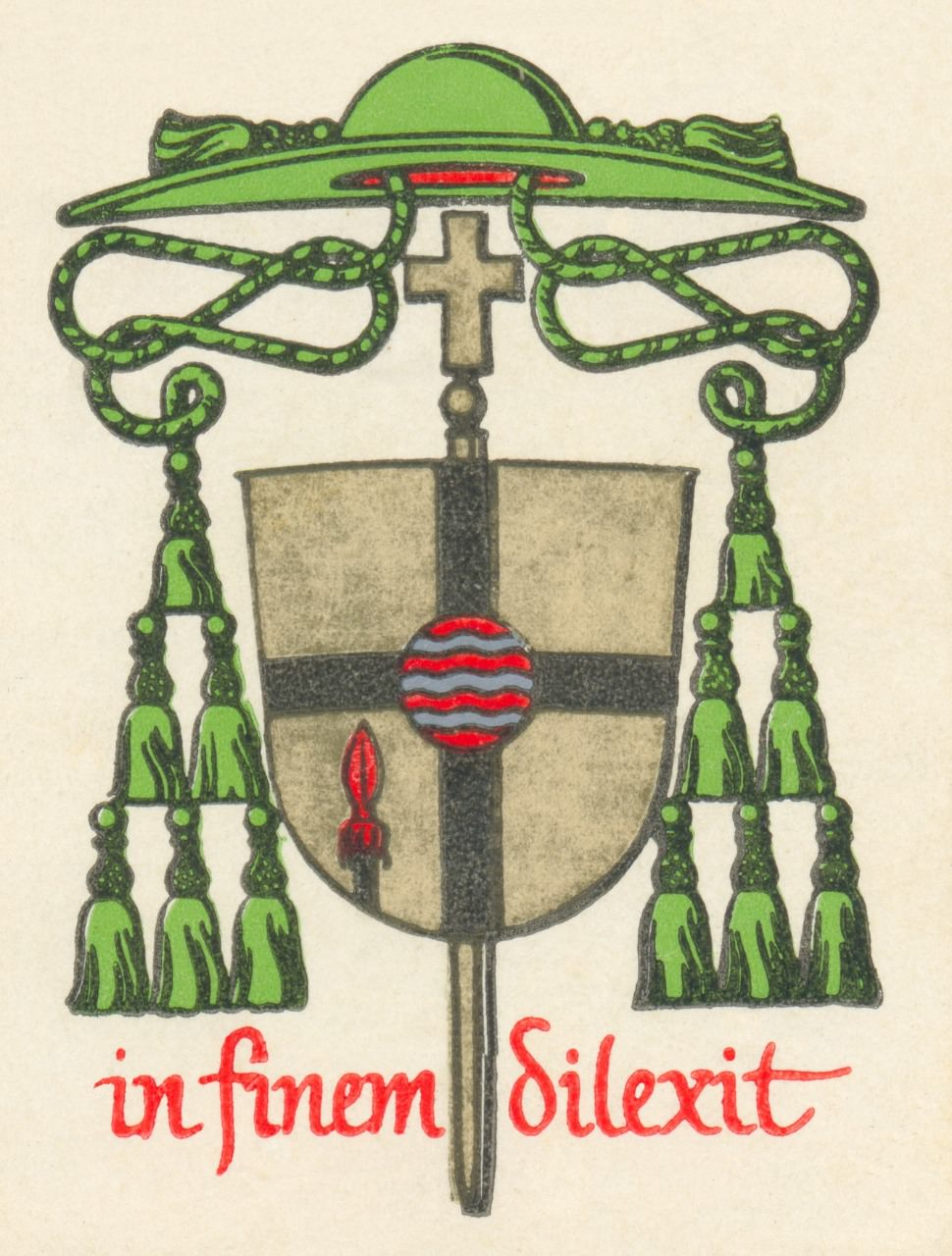
Brasão de Armas de Dom José Adelino Dantas

Em junho de 1951, recebeu o título honorário de “Monsenhor”, camareiro do Santo Padre Pio XII. Vaga a Diocese de Caicó, foi em junho de 1952, Mons. José Adelino, nomeado pelo Papa Pio XII, Bispo Diocesano da Diocese referida acima, como sucessor do Bispo Dom José Delgado, transferido para o Maranhão. A sua Sagração ou Ordenação Episcopal foi a 14 de setembro de 1952, em frente a Catedral de Natal (Igreja Matriz de Nossa Senhora da Apresentação), Foi sagrante o Arcebispo de Natal, Dom Marcolino Dantas e consagrantes os Bispos Dom Aureliano Matos, Diocesano de Limoeiro, no Ceará, e Dom Eliseu Mendes, na época, Bispo Auxiliar de Fortaleza. A sua posse na Diocese Seridoense foi a 20 do mesmo mês e ano. 
Em 1957, foi transferido para a Diocese de Garanhuns em Pernambuco, vaga pela morte do Bispo Dom Francisco Expedito Lopes. Foi Dom Adelino, o 5º Bispo de Garanhuns. Em 1967, foi novamente transferido da Diocese de Garanhuns, para a de Rui Barbosa, na Bahia. Em 1975, por motivo de saúde o Santo Padre Paulo VI, concedeu a Dom José Adelino, a renúncia do governo episcopal da diocese baiana, de Rui Barbosa; livre do governo diocesano, veio para o Rio Grande do Norte, localizando-se na cidade de Carnaúba dos Dantas, onde fez residência e prestando ajuda ao vigário do Acari, em cuja jurisdição pertencia, na época, Carnaúba e circunscrita na Diocese de Caicó.[carece de fontes?]

## Últimos dias de vida
Em 1975, depois da renúncia ao governo episcopal autorizada pelo Papa Paulo VI, voltou ao Rio Grande do Norte, passando a residir na cidade de Carnaúba dos Dantas-RN e a exercer o magistério no Campus da UFRN em Caicó-RN. Os últimos anos de sua vida residiu na Casa Paroquial, da Capela de Nossa Senhora do Perpétuo Socorro, ao pé do Monte do Galo, onde ajudou a divulgar a grande obra dos mestres Tonheca Dantas e Felinto Lúcio Dantas, este último seu amigo pessoal, com quem conversava com frequência sobre música, sertão, genealogia e história; nas horas de lazer o Dom Adelino se deleitava ouvindo músicas do maestro Felinto Lúcio Dantas
Com saúde fragilizada, Dom Adelino, entre idas e vindas a Natal para tratamento médico, foi acometido de uma trombose cerebral no dia 26 de fevereiro de 1983. Estava em Carnaúba dos Dantas. Logo foi transferido para Natal, mas, no dia 24 de março, foi levado para o horizonte que a fé nos faz enxergar. Foi deixando lições de coragem, caridade, reverência às coisas sagradas, amor à terra e a tradição seridoense. É líder que não pode ser esquecido. Merece ser lembrado e copiado.
"O Seridó que a gente ama deve muito a Igreja Católica pelas iniciativas, obras e personalidades que nos ajudaram a chegar até aqui. Dos líderes que nos conduziram, os Bispos Diocesanos se destacaram cada um a seu modo, com marcas espalhadas em nossa história. Dos sete Bispos de Caicó, o único a nascer no chão do Seridó foi Dom José Adelino Dantas, apesar de outros terem laços familiares na região." Fernando Antônio Bezerra 
[carece de fontes?]

## Obras
Publicou três livros: “Formação do Seminarista”, em 1947; “Homens e Fatos do Seridó Antigo”, em 1962; e “O Coronel de Milícias Caetano Dantas Correia – Um Inventário Revelando um Homem". Estava tentando reeditar “Homens e Fatos do Seridó Antigo” bastante ampliado, fruto de novas pesquisas mas veio a falecer antes de concluir. 
Dom José  era Membro da Academia Norte-Riograndense de Letras e do Instituto Histórico e Geográfico do Rio Grande do Norte e dominava com facilidade o latim, italiano, francês e o grego.[carece de fontes?]